# Aglaoschema dulce
Aglaoschema dulce là một loài bọ cánh cứng trong họ Cerambycidae.